# Terre inondée
Terre inondée (en anglais Drowned Land voire Burnt Country) est une peinture à l'huile du peintre canadien ontarien Tom Thomson réalisé en 1912 et conservée au Musée des beaux-arts de l'Ontario de Toronto depuis 1937.
Datant du début de l'activité d'artiste peintre de Tom Thomson, ce tableau pourtant de mêmes dimensions (17,5 × 21,5 cm) se distingue de ses nombreuses pochades postérieures qui feront sa réputation (plus de 400). Réalisée à l'huile sur papier gaufré plaqué sur bois elle demeure importante car elle laisse entrevoir un talent pictural qui s'affirme transitionnel avec sa précédente carrière de graphiste commercial.
Probablement inspiré d'un paysage vu sur la Mississagi, il représente un bout de forêt désolé endommagé par une inondation issue d'un lâcher de barrage. 